# 부산내성중학교
부산내성중학교(釜山萊城中學校)는 대한민국 부산광역시 동래구 온천동에 위치한 공립 중학교이다.

## 학교 연혁
- 1947년 9월 1일 : 동래원예전수학교에서 부산공립원예중학교로 승격
- 1953년 5월 14일 : 부산원예고등학교 병설중학교로 설립인가
- 1956년 6월 29일 : 제1대 박봉출 교장 취임
- 1968년 11월 20일 : 3년제 30학급 일반 중학교 인가
- 1969년 6월 15일 : 부산원예고등학교와 분리
- 1969년 10월 6일 : 부산내성중학교로 교명 변경
- 2005년 9월 23일 : 느티나무 도서관 개관
- 2006년 3월 1일 : 부산광역시교육청지정 연구학교 운영(미래형선도학교)
- 2006년 11월 10일 : 미래교실 개관
- 2008년 3월 1일 : 교육과학기술부지정(국가인권위원회) 연구학교 운영(학생인권)
- 2024년 3월 1일 : 제22대 이원주 교장 취임
- 2025년 2월 7일 : 제75회 졸업식(졸업생 161명, 누계 29,951명)
- 2025년 3월 4일 : 제78회 입학식(7학급 215명)

## 참고 자료
- 부산내성중학교 - 한국교육학술정보원 학교알리미